# Hossam Ramzy
Hossam Ramzy (em árabe: حسام رمزي; nascido no Cairo, Egipto) foi um percussionista e compositor de origem egípcia. Ele trabalhou com renomeados artistas britânicos, como Jimmy Page, Robert Plant e Peter Gabriel, bem como com músicos árabes como Rachid Taha e Khaled.

## Carreira
Ramzy nasceu em uma família rica no Cairo. Ele começou a tocar o derbake e a mesa em uma idade precoce. Mudou-se para a Arábia Saudita por um tempo e aprendeu os estilos musicais dos beduínos. Na década de 1970, ele se mudou para Londres e começou a brincar com o saxofonista Andy Sheppard. Suas colaborações com alguns músicos de jazz ingleses lhe renderam o apelido de "Sultan of Swing". Em 1989, trabalhou com o músico Peter Gabriel na trilha sonora do filme A Última Tentação de Cristo por Martin Scorsese. Esta colaboração chamou a atenção de artistas e bandas como Frank Asher e Gipsy Kings.
Em 1994, ele retornou às suas raízes e formou um conjunto egípcio que participou da gravação do álbum No Quarter: Jimmy Page e Robert Plant Unledded. Ramzy e seu conjunto fizeram uma turnê com Plant e Page em 1995 em apoio ao referido álbum. No ano seguinte Ramzy publicou o primeiro de três colaborações com o britânico Phil Thornton, Eterno Egito. O sucesso com o Eterno Egito levou ao lançamento de duas novas produções musicais com Thornton: Immortal Egypt e Enchanted Egypt. Em 1996, Hossam e seu conjunto tocaram ao lado de Big Country no clube Dingwalls. Após este evento foi gravado o álbum Eclectic. Em 1998 ele tocou com Rachid Taha, Khaled e Faudel em um concerto intitulado 1,2,3 Soleils e novamente acompanhou Khaled no álbum do DJ Claude Challe Flying Carpet.
Em 2000, Jay-Z realizou uma amostra de "Khosara" para a música "Big Pimpin". Quando o novo milénio veio, Ramzy começou a se dedicar completamente a providenciar arranjos para músicos pop. Em 2005, ele contribuiu em algumas músicas do álbum Vida do artista latino Ricky Martin e trabalhou com a cantora colombiana Shakira em seu álbum, She Wolf. Ele também contribuiu com duas músicas para a trilha sonora de Prince of Persia: The Sands of Time e uma música para a trilha sonora da produção cinematográfica Conan the Bárbaro.
Seu último álbum foi publicado em 2018 chamado El Berencesa- The Princess.
No Brasil fez parceria com a Renomada Bailarina Kahina Manelli (Vice diretora da Associação Pró Dança de Sorocaba e proprietária do espaço Klaryk dança e arte) onde levaram ao mundo as técnicas da Drumzy school. 
Também fez parceria com a banda Brasileira Rock de Galpão.
Seu último Show de Percussão ao vivo aconteceu na Cidade de Curitiba, em 25/08/2019, no evento HAFLA CWB 2019, em parceria com a Produtora Cultural Márcia Luz. O evento marcou o fechamento da Turnê Bellydance Renaissance na cidade. 

## Vida pessoal
Ramzy alterna sua casa entre Londres e o Cairo com sua esposa, a dançarina brasileira Serena. Ele fez uma pequena aparição no filme de 1993 The Son of the Pink Panther.

## Prémios
- 1999 New Age Voice Award do melhor álbum de música contemporânea com o Immortal Egypt

## Discografía seleccionada
- 1989 - A Última Tentação de Cristo (Peter Gabriel)
- 1994 - No Quarter
- 1994 - Best of Farid Al Atrash  (ARC Music)
- 1994 - Best of Abdul Halim Hafiz  (ARC Music)
- 1994 - Best of Oum Kalthoum  (ARC Music)
- 1994 - Best of Mohammed Abdul Wahab  (ARC Music)
- 1994 - Baladi Plus  (ARC Music)
- 1994 - Sultaan  (ARC Music)
- 1995 - Egyptian Rai (ARC Music)
- 1995 - Source of Fire  (ARC Music)
- 1996 - Gamaal Rawhany (Soulful Beauty) - an álbum of Modern Egyptian Belly Dance (ARC Music)
- 1996 - Eternal Egypt
- 1996 - Ahlamy - com Rafat Misso (ARC Music)
- 1996 - Eclectic - com Big Country (Castle Music)
- 1997 - Best of Hossam Ramzy
- 1998 - Messiah Meets Progenitor
- 1998 - Ro-He - con Essam Rashad (ARC Music)
- 1998 - Rhythms of the Nile  (ARC Music)
- 1998 - Immortal Egypt
- 2000 - Amar
- 2000 - Sabla Tolo — Journeys into Pure Egyptian Percussion  (ARC Music)
- 2002 - Faddah  (ARC Music)
- 2002 - Qanun El Tarab  (ARC Music)
- 2003 - Flamenco Arabe  (ARC Music)
- 2003 - Hossam Ramzy Presents Egyptian Sufi Sheikh Mohamed Al Helbawy  (ARC Music)
- 2004 - Enchanted Egypt
- 2007 - Bedouin Tribal Dance  (ARC Music)
- 2007 - Secrets of the Eye  (ARC Music)
- 2007 - Sabla Tolo II  (ARC Music)
- 2008 - Sabla Tolo III  (ARC Music)
- 2009 - Ruby  (ARC Music)
- 2011 - Rock the Tabla  (ARC Music)